# Babies Rolling Eggs
Babies Rolling Eggs est un film muet américain d'Edwin S. Porter sorti en 1902.

## Synopsis
Des petits enfants dans des vêtements d'hiver font face à la caméra dans un demi-cercle. Ils font rouler des œufs, en bas de la pente, vers la caméra.

## Fiche technique
- Titre original : Babies Rolling Eggs
- Réalisation : Edwin S. Porter
- Pays d'origine : États-Unis
- Format : Noir et blanc
- Genre : Film documentaire
- Production : Edison Manufacturing Company
- Durée : 1 minute 20 secondes
- Date de sortie :  États-Unis : avril 1902
- Licence : Domaine public